# Cristianización de la Inglaterra anglosajona
La cristianización de la Inglaterra anglosajona tuvo lugar principalmente durante el siglo VII y fue debida a la acción combinada de la misión gregoriana de 597 y de los esfuerzos misioneros de irlandeses y escoceses que habían comenzado a llegar a partir del siglo VIII. Misioneros ingleses anglosajones jugarían un papel crucial en la conversión de los habitantes del Imperio Franco.
Ethelberto de Kent fue el primer rey en aceptar el bautismo en torno a 601. Poco después le seguirían Raedwaldo de Anglia Oriental y Saeberto de Essex en 604. Sin embargo, Etelberto y Saeberto fueron sucedidos por reyes paganos y hostiles al cristianismo que expulsaron a los misioneros y animaron a su pueblo a volver a sus antiguas costumbres. El cristianismo sólo pervivió con Raedwaldo, que adoraba a los antiguos dioses paganos junto a Jesucristo.
Hasta mediados del siglo VII los arzobispos de Canterbury fueron miembros de la misión gregoriana original. El primer arzobispo nativo fue Adeodato de Canterbury en 655, aunque ya en 644 Ithamar había sido consagrado obispo de Rochester.
El paso decisivo para la incorporación de la Inglaterra anglosajona al cristianismo fue la muerte de Penda de Mercia en 655 durante la batalla de Winwaed. Esto convirtió a Mercia en un estado oficialmente cristiano, y permitió el regreso de Cenwalh de Wessex del exilio, consolidando el cristianismo en Wessex. Después de 655, solamente Sussex y la isla de Wight siguieron siendo paganas, aunque Wessex y Essex retornarían ocasionalmente al paganismo. En 686 Arwald, el último rey pagano, murió en batalla y a partir de entonces todos los reyes anglosajones fueron cristianos, al menos nominalmente. Los restos de paganismo pasaron a formar parte gradualmente del folclore inglés.

## Kent (588-640)

### Matrimonio de Ethelberto de Kent con Berta

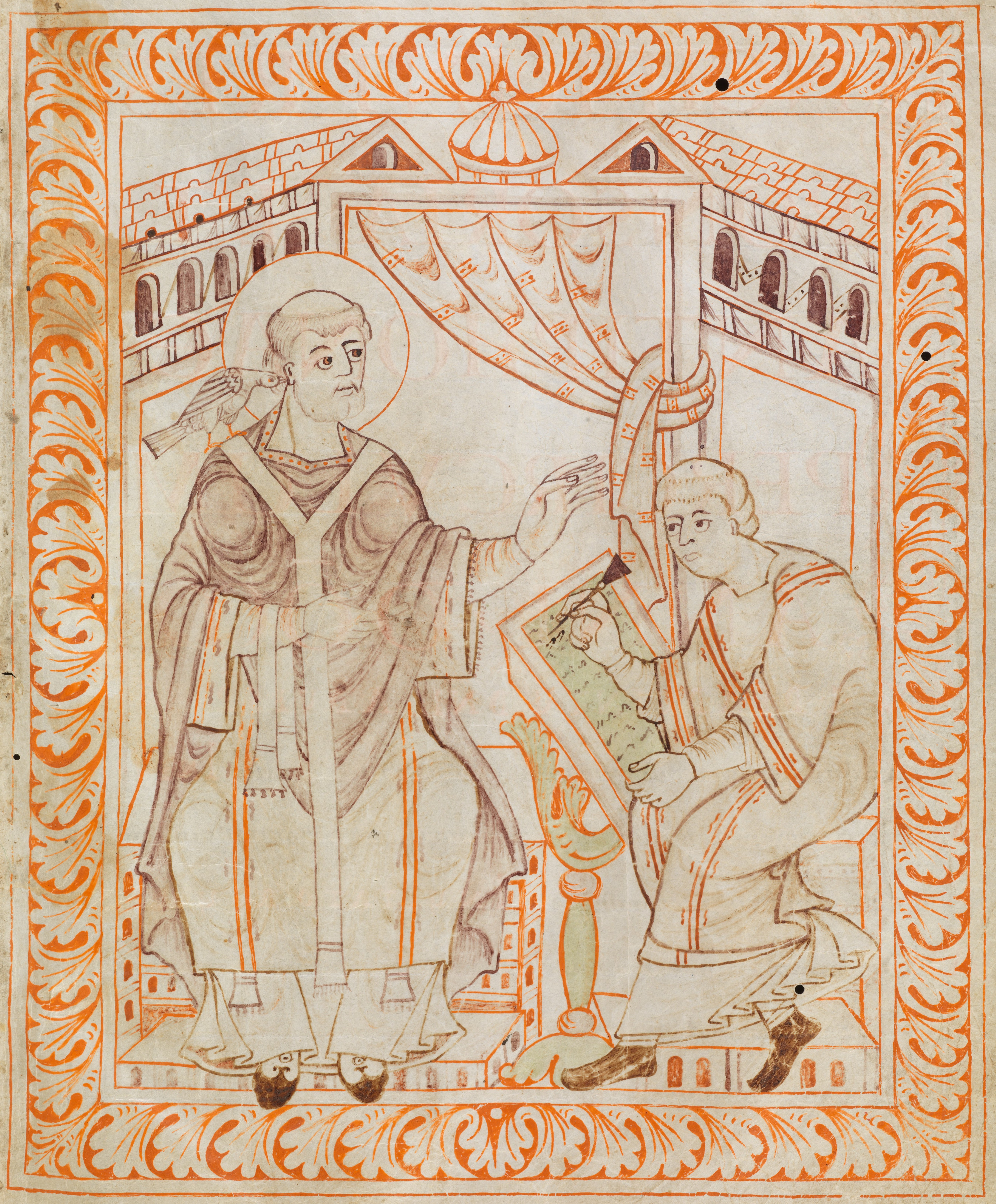
Gregorio dictando, manuscrito del

Cuando en 595, el papa Gregorio I decidió enviar una misión a Gran Bretaña con el propósito de convertir a los anglosajones al Cristianismo, el reino juto de Kent estaba gobernada por Ethelberto, que había contraído matrimonio con una princesa franca cristiana llamada Berta entre 560 y 588. Berta era hija de Cariberto I, uno de los reyes merovingios y una de las condiciones estipuladas en el matrimonio fue que ella pudiera llevar a Kent a un obispo llamado Liudhardo como capellán. Reconstruyeron una iglesia situada en Canterbury que databa de tiempos romanos, posiblemente la actual Iglesia de San Martín. Ethelberto era aún pagano, pero permitía a su esposa practicar el cristianismo. No parece que Liudhardo realizara muchas conversiones entre los anglosajones, y de no ser por el descubrimiento de una moneda de oro con la inscripción Leudardus Eps (Eps abreviatura de obispo) su existencia hubiera sido puesta en duda. Uno de los biógrafos de Berta afirma que, influido por su esposa, Ethelberto solicitó al Papa Gregorio el envío de misioneros. Ian Wood considera que esta iniciativa habría venido tanto de la reina como de la corte de Kent.

### Llegada de la misión gregoriana
En 597, la misión gregoriana desembarcaba en Kent, y logró cierto éxito casi inmediato: Ethelberto permitió a los misioneros establecerse y predicar en Canterbury, capital del reino, donde usaron la iglesia de San Martín para la celebración de los oficios, convirtiéndola en sede del obispado. Ni Beda ni Gregorio mencionan la fecha de conversión de Ethelberto, pero probablemente tuvo lugar en 597.
En la Alta Edad Media, las conversiones a gran escala precisaban de la conversión inicial del jefe, y durante el primer año de la misión se registraron gran número de conversos. En 601, Gregorio se dirigía a Ethelberto y a Berta, llamando al rey su hijo y refiriéndose a su bautismo Una tradición medieval posterior recogida por el cronista Thomas Elmham en el siglo XV fecha la conversión de Ethelberto el Domingo de Pentecostés, 2 de junio de 597; no hay razón para dudar de esta fecha, pero tampoco tenemos ninguna prueba en su favor. En una carta dirigida por Gregorio al Patriarca Eulogio de Alejandría en junio de 598 se menciona el número de conversos logrados, pero ningún bautismo real en 597, aunque está claro que en 601 ya había sido convertido. El bautismo real probablemente se realizó en Canterbury, pero Bede no menciona la ubicación exacta.
Las razones que llevaron a Ethelberto a convertirse al cristianismo permanecen dudosas. Bede sugiere que el rey se convirtió estrictamente por motivos religiosos, pero la mayoría de los historiadores modernos ven otros motivos tras esta decisión. Ciertamente, dada la estrecha relación que existía entre Kent y la Galia, es posible que Ethelberto abandonara el paganismo para ganarse a los reyes Merovingios, o para alinearse con alguna de las facciones que entonces se enfrentaban en el continente. Otro factor a tener en cuenta es que las nuevas formas de organización seguían las conversiones, bien directamente, bien a través de otros reinos cristianos.
La evidencia que proporciona Bede sugiere que, aunque Ethelberto incentivó la conversión, fue incapaz de convertir a sus súbditos en cristianos. R. A. Markus considera que esto se debió al fuerte paganismo que impregaba Kent, lo que obligaba al rey a emplear métodos más indirectos, como el patrocinio real, para asegurar las conversiones. Para Markus, esto queda demostrado en descripción que Bede hace de los esfuerzos misioneros del rey, en los cuales cuando un súbdito se convertía, era para "reunirse en la conversión" y "acoger a los creyentes con gran afecto".

### 616: La vuelta al paganismo de Eadbaldo

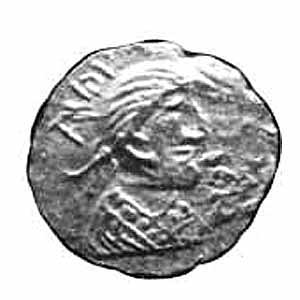
Busto de Eadbaldo. AVDV[ALD REGES]. Anverso de un thrymsa' de oro, Londres, 616-40

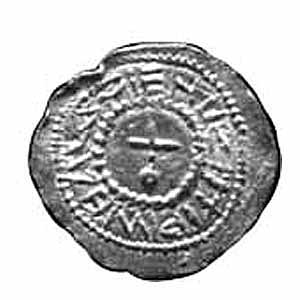
Cruz en globo ++IÞNNBALLOIENVZI. Reverso de un thrymsa' de oro, Londres, 616-40

Eadbaldo llegó al trono a la muerte de su padre el 25 de febrero de 616 o 618. Aunque Ethelberto había sido cristiano desde 600, y su esposa también lo era, Eadbaldo era pagano. Berta había fallecido antes que Ethelberto, que se casó nuevamente. Desconocemos el nombre de esta segunda esposa, pero es probable que fuera pagana, ya que a la muerte de Ethelberto se casó con Eadbaldo, su hijastro: un matrimonio de este tipo estaba prohibido por la iglesia.
Bede recuerda que el repudio del cristianismo por Eadbald fue un "severo contratiempo" para el crecimiento de la iglesia. Saeberto de Essex se había cristianizado bajo la influencia de Ethelberto, pero a su muerte sus hijos expulsaron a Melito, el obispo de Londres. Según Bede, Eadbaldo fue castigado por su falta de fe con "frecuentes brotes de locura" y posesión por un "espíritu maligno" (quizás en referencia a ataques epilépticos), pero finalmente fue convencido para abandonar a su esposa y adoptar el cristianismo. Su segunda esposa, Ymme, era franca, y puede ser que los fuertes lazos entre Kent y Francia influyeran en la conversión de Eadbaldo. Es probable que los misioneros de Canterbury contaran con el apoyo franco. En la década de 620, su hermana Ethelburga visitó Kent, pero envió a sus hijos a la corte de Dagoberto I en Francia; además de los contactos diplomáticos, el comercio con los francos era importante para Kent. Se considera probable que la presión franca influyera de forma decisiva en la conversión de Ethelberto, y la conversión de Eadbaldo y su matrimonio con Ymme también parecen haber estado relacionados con decisiones diplomáticas.
Dos tumbas encontradas en un cementerio anglosajón en Finglesham de los siglos VI y VII han mostrado un pendiente de bronce y un caldero decorados con símbolos relacionados con el dios germánico Woden. Estos objetos datan probablemente del periodo de reacción pagana.

#### El relato de Bede
El relato de Bede acerca del rechazo de Eadbaldo a la iglesia y su posterior conversión es bastante detallado, pero presenta algunas inconsistencias internas. La versión de los acontecimientos de Bede es la siguiente:
- 24 de febrero de 616: Muerte de Ethelberto y sucesión de Eadbaldo.[22]
- 616: Eadbaldo inicia una reacción pagana contra el cristianismo. Se casa con su madrastra, lo que es contrario a la iglesia y rechaza el bautismo. Por esta época, Melito, obispo de Londres es expulsado por los hijos de Saeberto de Essex y llega a Kent.[22]
- 616: Melito y Justo, obispo de Rochester, abandonan Kent con dirección a Francia.[22]
- 616/617: Algún tiempo después de la partida de Melito y Justo, Lorenzo, arzobispo de Canterbury planea huir a Francia, pero tiene una visión en la que San Pedro le araña. En la mañana muestra las cicatrices a Eadbaldo, que se convierte al Cristianismo.[28]
- 617: Justo y Melito regresan de Francia, "el año después de marcharse". Justo es restaurado en su sede de Rochester.[22]
- 619: Muerte de Lorenzo; Melito le sucede como arzobispo de Canterbury.[29]
- 619-624: Eadbaldo construye una iglesia, que será consagrada por Melito.[28]
- 24 de abril de 624: Muerte de Melito: es sucedido por Justo en la sede de Canterbury.[29]
- 624: El papa Bonifacio V escribe a Justo para decirle que se ha enterado de la conversión del rey Aduluald (posiblemente un error caligráfico para Eadbaldo). Bonifacio envía el palio con su carta, añadiendo que sólo deberá usarse para celebrar "los Misterios Sagrados".[30]
- En 625, Edwin, rey de Northumbria solicita la mano de Ethelburga, hermana de Eadbaldo. Se le responde que debe permitir a su esposa practicar el cristianismo y que debería considerar la posibilidad de bautizarse.[31]
- 21 de julio de 625: Paulino es obispo de York.[31]
- Julio o posteriormente durante 625: Edwin acepta los términos del acuerdo y Ethelburga viaja a Northumbria, acompañada de Paulino.[31]
- Pascua de 626: Ethelburga da a luz a una hija, Eanfleda.[31]
- 626: Edwin completa una campaña militar contra los sajones occidentales (Wessex).[31] Ý "por esta época" Bonifacio escribe a Edwin y Ethelburga. La carta dirigida a Edwin le urge a aceptar el cristianismo, refiriendo la conversión de Eadbaldo. La carta a Ethelburga menciona que el papa ha tenido noticias de la conversión de Eadbaldo y anima a Ethelburga a trabajar por la conversión de su marido.[32]

#### Cronología alternativa
Aunque la narración de Bede está generalmente aceptada, D. P. Kirby ha propuesto una cronología alternativa. Kirby señala que la carta de Bonifacio a Ethelburga deja claro que la conversión de Eadbaldo es aún reciente, por lo que Eadbaldo habría sido convertido por Justo, como está implícito en la carte de Bonifacio a Justo. El palio que acompaña la carta indica que Justo era el arzobispo en aquel momento, y la duración del arzobispado de Melito implica que incluso si los datos de Bede están equivocados en otros temas, Eadbaldo fue convertido no antes de 621 y no después de abril de 624, ya que Melito consagró una iglesia para Eadbaldo antes de su muerte ese mismo mes. El milagroso ataque de San Pedro a Lorenzo forma parte de una tradición hagiográfica posterior procedente del monasterio de San Agustín en Canterbury.
Según se mencionó anteriormente, se ha sugerido que el "Adulualdo" de la carta a Justo es un rey Ethelwado, quizá un príncep de Kent occidental. En ese caso, Lorenzo habría convertido a Eadbaldo y Justo a Ethewaldo. Se ha sugerido que el palio no indicaría que Justo era arzobispo, ya que se indican a Justo las ocasiones puntuales en las que debe usarlo; sin embargo, las mismas disposiciones aparecen en la carta que acompañaba el palio enviado a San Agustín, también mencionado por Bede. Otra posibilidad es que la carta fuera originalmente dos. Bajo esta versión, Bede habría unido la carta del palio con la de felicitación a Justo por la conversión, que según Bede habría tenido lugar siete años antes; sin embargo, los detalles gramaticales en que se basa esta posibilidad no son únicos a esta carta, y en general se considera que era un documento único.
La carta a Ethelburga deja claro que ya estaba casada cuando las noticias de la conversión de Eadbaldo llegaron a Roma. Esto es inconsistente con la fecha dada por Bede para la aceptación del cristianismo, y se ha sugerido en defensa de Bede que Ethelburga se casó con Edwin mucho antes, y permaneció en Kent hasta 625 antes de viajar a Roma y que la carta fue escrita durante su estancia en Kent. Sin embargo, podría parecer por la carta de Bonifacio, que este pensaba que Ethelburga estaba de parte de su marido. También parece que la carta a Justo fue escrita después de las cartas a Eadwin y Ethelburga en lugar de antes, como cuenta Bede; la carta de Bonifacio a Edwin y Ethelburga indica que había recibido las noticias de los mensajeros, pero cuando escribió a Justo las había recibido del propio rey.
La historia de que el matrimonio entre Ethelburga y Edwin dependiera de que éste le permitiera practicar sus creencias ha sido cuestionada, ya que al revisar la cronología parecería probable, aunque no hay certeza, de que el matrimonio habría sido pactado antes de la conversión de Eadbaldo. Siendo así, sería la iglesia la que se habría opuesto al matrimonio, y Ethelburga sería cristiana antes de la conversión de Eadbaldo. La historia de la consagración de Paulino es también problemática, ya que no fue consagrado hasta al menos 625 o después, fechas posteriores a la más tardía del matrimonio de Ethelburga. Sin embargo, pudiera haber viajado a Northumbria antes de su consagración y convertirse en obispo sólo más tarde.
Una cronología revisada de los eventos, considerando lo anterior sería lo siguiente:
- 616: Eadbaldo dirige una reacción pagana contra el cristianismo:
- 616: Melito y Justo, obispo de Rochester, abandonan Kent y se dirigen a Francia.[22]
- C. 619: Muere Lorenzo y Melito se convierte en arzobispo de Canterbury.[28]
- Comienzos de 624?: Justo convierte a Eadbaldo. Se envían mensajeros a Roma.[30] En torno a esta fecha, se concierte el matrimonio de Ethelburga y Edwin, quizás antes de la conversión.[31] Eadbaldo construye una iglesia y Melito la consagra.[28]
- 24 de abril de 624: Muere Melito y Justo le sucede en Canterbury.[29]
- Mediados de 624: Edwin accede a las condiciones de Kent y Ethelburga viaja a Northumbria acompañada de Paulino.[31]
- Tiempo después, 624: el papa conoce la conversión de Eadbaldo y escribe a Ethelburga y Edwin.[32]
- Tiempo después, 624: el propio Eadbaldo escribe al papa sobre su conversión, y le informa de la muerte de Melito. El papa escribe a Justo y le envía el palio.[30]
- 21 de julio de 625 o 626: Justo consagra a Paulino como obispo de York.[31]

Esta cronología alarga la reacción pagana a casi ocho años, frente al año de Bede. Esto representa un contratiempo bastante serio para la iglesia.

### 640: Earcomberto ordena la destrucción de los ídolos
Según Bede (HE III.8), Earcomberto fue el primer rey británico en ordenar la destrucción de los ídolos paganos y la observancia de la Cuaresma. Se ha sugerido que estas órdenes habrían sido puestas por escrito en la tradición de los códigos legales Kentianos iniciada por Ethelberto, pero no ha sobrevivido copia alguna. Esto indica que, mientras Eadbaldo se había convertido al menos dieciséis años antes, la mayoría de la población aún continuaba practicando el paganismo abiertamente en 640.

## Essex (604-665)

### Cronología
- 604: Saeberto de Essex es bautizado por Melito.
- 616: Sexred y Saewardo de Essex son coronados: renacimiento pagano.
- 653: Sigeberto el Bueno es bautizado.
- 660: Swithhelmo de Essex es coronado: emergencia pagana.
- 662: Bautismo de Swinthelmo.
- 665: Sighere de Essex encabeza una reacción pagana.
- 665: Jaruman es enviado por Wulfhere de Mercia para reconvertir a los Sajones orientales.

Saeberto de Essex fue bautizado por Melito en 604, pero a su muerte en 616 sus hijos Sexred y Saewardo expulsaron a Melito y "animaron a su gente a volver a los viejos dioses". Melito regresó a Essex cuando Eadbado de Kent se convirtió, pero fue nuevamente expulsado. Essex permaneció oficialmente pagano hasta 653, año en que Oswiu de Northumbria persuadió a Sigeberto el Bueno para convertirse a permitir a Cedd predicar en Essex. En 660 Sigeberto fue asesinado por sus hermanos por ser demasiado tolerante con el cristianismo. Swinthelmo se hizo con el poder, pero Ethelwold de Estanglia le convenció para que se convirtiera en 662. Swinthelmo falleció en 664 y sus dos primos Sighere y Saebbi gobernaron conjuntamente. Aunque no hay noticias de aceptación del cristianismo por parte de Sighere, cuando estalló una plaga en 665, "abandonó los misterios de la fe cristiana y recayó en el paganismo". Los habitantes de la mitad de Essex gobernada por Sighere se volvieron abiertamente paganos una vez más, pero Wulfhere de Mercia, aliado de Saebbi, envió a Jaruman para convertirlos e hizo que Sighere se casara con su sobrina Osyth, de la que se divorció posteriormente. Sighere sería el último rey pagano de Essex.

## Anglia Oriental (604-60)

### 604: Conversión de Redvaldo
Redvaldo de Estanglia recibió los sacramentos cristianos de manos de Melito en Kent, presumiblemente por invitación de Ethelberto, que pudo haber sido su mentor. La fecha de esta iniciación no se conoce con exactitud, pero teniendo en cuenta que  Agustín (fallecido en 604) levantó una iglesia cerca de Ely, Cambridgeshire, tuvo que ser poco después de la de Saeberto de Essex. En este sentido, Redvaldo se alineó con el sistema de Ethelberto.
En Estanglia, la conversión de Redvaldo no fue aceptada por todo el mundo, ni siquiera por su esposa. Ella y sus maestros paganos probablemente convencieron al rey para faltar, al menos en parte, a su compromiso. Así, en su templo había dos altares, uno dedicado a Cristo y el otro a los dioses anglosajones. Redvaldo es probablemente el ocupante del barco funerario de Sutton Hoo, decorado con iconografía tanto pagana como cristiana.
En 616, el renacimiento pagana de Kent y Essex convirtió a Estanglia en el único reino (parcialmente) cristiano de Inglaterra. Redvaldo falleció en 624, siendo sucedido por su hijo Eorpwaldo.

### 627: Bautismo de Eorpwaldo
Fue a iniciativa de Edwin, junto con su reino, aceptó la fe cristiana y sus sacramentos. Por tanto, Eorpwaldo no fue cristiano en vida de su padre o en el momento de su ascensión. No sabemos si fue bautizado en Estanglia, Northumbria o Kent, pero es probable que Edwin, como hombre más poderoso de la isla, fuera su patrocinador. La conversión provocó que toda la costa este desde Northumbria a Kent quedara bajo dominio cristiano, a excepción de Essex.

### 627: Rebrote pagano con Ricberto
No mucho después de su conversión, Eorpwaldo fue asesinado (occisus) por un pagano (viro gentili) de nombre Ricberto. No conocemos las circunstancias, así que no sabemos si Ricberto formaba parte de una facción interna enfrentada al cristianismo, o si había sido enviado por otros gobernantes de la isla deseosos de disminuir la influencia de Edwin.
Bede afirma que tras la muerte de Eorpwaldo, el reino volvió al paganismo (in errore versata est) durante tres años. Esto no implica necesariamente una lucha abierta entre el culto pagano y el cristiano, sino que puede indicar una crisis en las alianzas políticas que la ascensión de Edwin había propiciado. La atribución de estos tres años al gobierno de Ricberto es una solución de conveniencia aunque el hecho de que haya quedado constancia de su nombre indica que fue una persona de cierta relevancia.

### 630: Sigeberto de Estanglia regresa del exilio
Tras el interregno que siguió al asesinato de Eorpwado, Sigeberto, que se encontraba exiliado en la Galia, fue llamado para convertirse en gobernante de Anglia Oriental. Es probable que se hiciera con el mando por medios militares, porque su capacidad como comandante será recordada posteriormente. Durante su reinado, parte de su reino fue gobernado por su pariente Ecgric, en una relación descrita en latía como cognatus. Esto puede indicar que Ecgric era hijo de Redvaldo. Sin embargo, algunas autoridades consideran que Ecgric pudiera ser la misma persona que Æthilric, mencionado en la Collección Angla como hijo de Eni, el hermano de Redvaldo. Fuera quien fuera, Sigeberto ostentó un poder igual o superior, ya que la influencia de su patrocinio religioso alcanzó los límites orientales u occidentales del reino.
La conversión de Sigeberto pudo ser un factor decisivo para lograr el poder real, ya que en la época Edwin de Northumbria era el más poderoso rey inglés, y únicamente él y Eadbaldo de Kent eran cristianos. Eadbaldo ciertamente mantuvo contactos con los gobernantes francos. Después de que Dagoberto sucediera a Clotario II en Francia en 628, la emergencia de Sigeberto contribuyó a reforzar la conversión de los ingleses, sustentada en el poder de Edwin. Es probable que Sigeberto hubiera animado a la conversión de Ecgric, si aún no era cristiano. El apoyo de Edwin se concretó en el matrimonio de su sobrina Hereswith, hermana de Hilda de Whitby con Æthilric, sobrino de Redvaldo. Hereswith y Hilda estaban bajo la protección de Edwin y fueron bautizadas junto con él en 626. Este matrimonio mantiene la presunción de que Æthilric era, o se convertiría, en cristiano, y que probablemente llegaría a convertirse en rey de Estanglia.
Bede cuenta que el apóstol de Anglia Oriental San Felix llegó a Inglaterra desde Burgundia como obispo misionero, y fue enviado por Honorio, Arzobispo de Canterbury para ayudar a Sigeberto. Guillermo de Malmesbury afirma sin embargo que fue Felix el que acompañó a Sigeberto a Anglia Oriental. En cualquier caso, esto sitúa la ascensión de Sigeberto en 629-630, porque Felix fue obispo durante diecisiete años, su sucesor Tomás por cinco, y su sucesor Berhtgisl Boniface, que murió en 669 otros 17. La sede de Sigeberto fue establecida en Dommoc, identificado con Dunwich o Walton, Felixstowe (ambas localidades costeras de Suffolk). En el caso de que fuera Walton (según se afirmaba desde Rochester desde el siglo XIII, Dommoc pudo haber estado situado en el interior de un fuerte romano allí levantado.
Sigeberto estableció también una escuela en su reino para enseñar a leer y escribir latín al modo que se hacía en la Galia. Felix le proporcionó profesores que enseñaban en Kent. Paulino de York fue obispo de Rochester entre 633 y 644, la sede episcopal kentiana más cercana a Estanglia. Según la Vida de Gregorio el Magno escrita en Whitby, habría estado en contacto con la corte de Redvaldo durante el exilio de Edwin.
La lealta de Felix a Canterbury determinó la base romana de la iglesia de Estanglia, aunque durante su formación en Borgoña, Felix recibió las enseñanzas de San Columbano en Luxeuil. Alrededor de 633, quizá poco antes, Aidan fue enviado a Lindisfarne desde Iona y el ermitaño Fursa llegó desde Athlone con su comunidad. Sigeberto le donó un lugar para un monasterio en un antiguo fuerte romano llamado Cnobheresburg, e identificado con Burgh Castle cerca de Great Yarmouth. Tanto Felix como Fursa consiguieron muchas conversiones y fundaron numerosas iglesias en el reino de Sigeberto. Bede recuerda que el Arzobispo Honorio y el obispo Felix admiraban el trabajo de Aidan de Lindisfarne. Es probable por tanto que aprecieran el de Fusa, cuya comunidad vivía bajo los ascéticos principios del cristianismo irlandés.

## Northumbria (625-634)

### Cronología
- 625: Paulino de York comienza a predicar
- 627: Bautismo de Edwin de Northumbria
- 633: Coronación de Osric y Eanfrido de Bernicia: Resurgencia pagana
- 634: Coronación de Oswaldo de Northumbria

Palinu llegó a Bernicia en 625 para convencer a Edwin de Northumbria de que aceptara el bautismo. Edwin permitió a su hija Eanfleda ser bautizada y prometió aceptar el bautismo él mismo si su campaña contra Cwichelm de Wessex tenía éxito. Bede cuenta que Edwin fue finalmente bautizado el 12 de abril de 627, pero no parece haber hecho muchos esfuerzos por convertir a sus súbditos. A su muerte en 633, su primo y su sobrino, Osric y Eanfrido, tomaron el poder en Bernicia y Deira respectivamente. Ambos habían aceptado el bautismo durante su exilio con los pictos, pero en cuanto subieron al trono volvieron al paganismo. Ambos resultaron muertos a manos de Cadwallon ap Cadfan de Gwynedd en 634, que a su vez fue asesinado por el hermano de Eanfrido, Oswaldo ese mismo año. Oswaldo había sido bautizado durante su exilio con los escoceses, y consiguió convencer a sus consejeros para bautizarse si vencían a Cadwallon. Oswaldo solicitó el envío de misioneros para convertir a los paganos de Bernicia y Deira. El primer obispo enviado acabó por abandonar y regresar a Iona, informando de que los northumbrianos eran paganos irredentos y que se negaban a convertirse. Aidan llegó en 635 y pasó el resto de su vida dedicado a la conversión de los northumbrianos hasta su muerte en 651.

## Mercia (653-655)
- 653: Comienza la predicación
- 655: Coronación de Peada

El rey pagano Penda permitió predicar a misioneros cristianos en torno a 653 cuando su hijo Peada fue bautizado. Peada había aceptado el bautismo para poder casarse con Ahlflaeda, hija de Oswiu de Northumbria. Penda murió en la batalla de Winwaed contra Penda el 15 de noviembre de 655 y Peada le sucedió en el trono convirtiéndose en el primer rey cristiano de Mercia. Curiosamente, Mercia no recayó en el paganismo al menos de forma oficial.

## Sussex (675-681)
- 675: Bautismo de Ethelwaldo
- 681: Comienza la predicación de Wilfrid

Ethelweahl de Sussex fue bautizado en Mercia en algún momento antes de 675, posiblemente como condición previa para su matrimonio con la Reina Eafa de los Hwicce. En 681, Wilfrid llegó a Sussex para iniciar la conversión del pueblo. Bede cuenta que Wulfhere lo había convertido "no mucho antes", pero no pudo haber sido después de 675, fecha en que murió Wulfhere. Ethelwado concedió tierras a Wilfrido en Selsey, donde fundó la abadía de Selsey. Mientras Wilfrido se reunía con Caedwalla de Wessex y le garantizaba su apoyo para la invasión de Sussex (pese a que Ethelweahl le había concedido tierras y autorización para predicar en su reino). En 685 Caedwalla, ahora rey de Wessex invadió Sussex y mató a Ethelwealh. Los dos condes de Ethelwealh,  Berthun y Andhun le expulsaron y administraron el reino a partir de entonces. Su orientación religiosa no es conocida. En 686 Wilfrid fue llamado de vuelta a York, Berthun y Andhun atacaron Kent y Berthun resultó muerto en algún momento. Sussex fue conquistado por Caedwalla.

## Wessex (603-685)
- 603: Agustín de Canterbury comienza su predicación (posiblemente apócrifo)
- 635: Bautismo de Cynegils de Wessex y Cwichelm de Wessex
- 643: Coronación de Cenwalh de Wessex: Resurgimiento pagano
- 655: Cenwalh regresa del exilio, ahora bautizado
- 676: Coronación de Centwine, resurge el paganismo
- 685: Coronación de Cædwalla, no bautizado pero pro-Cristiano

El monje Goscelin dejó constancia de una breve leyenda por la que, tras convertir a Ethelberto de Kent, Agustín viajó a Wesse para convertir a la población. En la población de Cernel, los nativos se burlaron de él y le expulsaron de la ciudad, lanzándole peces en burla de su religión. Según esta leyenda, Agustín regresó finalmente y los convirtió destrozando su ídolo. Bede, sin embargo, afirma que los Sajones Occidentales fueron "completamente paganos" hasta 635 cuando Birinus comenzó a predicar. Los reyes conjuntos Cynigils y Cwichelm fueron bautizados en 635 bajo la protección de Oswino de Northumbria y Bede afirma que el pueblo también se convirtió. A la muerte de Cynegils en 643 ascendió al trono su hijo Cenwalh y Bede dice que "rechazó abrazar los misterios de la fe, y del reino celestial; y no mucho después, perdió el dominio de su reino terrenal; porque rechazó a la hermana de Penda, rey de los mercianos, con la que se había casado, y tomó otra esposa; de donde comenzó una guerra, y fue expulsado de su reino".[cita requerida] El pagano Penda conquistó Wessex y Cenwahl aceptó el bautismo durante su exilio en la corte de Anna de Estanglia. Penda murió en 655 en Winwaed, lo que permitió a Cenwahl regresar a Wessex. Fue sucedido por su esposa Sexburga y luego por Æscwine; su religión es desconocida. En 676 Centwine accedió al trono. Permaneció pagano durante todo su reinado, pero abdicó para convertirse en un monje cristiano. Caedwalla se convirtió en rey de Wessex en 685 o 686 y es difícil determinar su religión. Antes del ataque a la pagana isla de Wight hizo el voto de entregar una cuarta parte del botín a la Iglesia si tenía éxito, promesa que cumplió entregando fincas a Wilfrid. Igualmente "permitió" a los herederos de Arwald, el último rey pagano de Wight, ser bautizados antes de ejecutarlos. Hay numerosos testimonios de sus donaciones a la iglesia. Antes de conquistar Sussex, trabajó con los obispos Wilfrid y Eorcenwald en el establecimiento de la estructura eclesiástica. Resultó gravemente herido durante el ataque a Wight en 686. En 688 abdicó del trono y peregrinó a Roma, donde fue bautizado por el papa Sergio I el 10 de abril de 689, muriendo diez días después a causa de sus heridas.
Su sucesor Ine promulgó un código legal en 695 que le describe como cristiano. Sin embargo, una de las leyes establece la pena de multa por no bautizar a los hijos propios, y otra por no pagar el diezmo, lo que indica que la población tardó en adoptar los hábitos cristianos voluntariamente.

## Isla de Wight (661-686)
- 661: Wulfhere de Mercia invade la isla y fuerza a los isleños al bautismo
- 661: Wulfhere de Mercia se retira y se restaura el paganismo
- 686: Cædwalla de Wessex invade Wight, realiza una limpieza étnica y anexiona la isla a su reino.

Los Jutos de la isla de Wight fueron forzados a bautizarse tras la invasión de Wulfhere de Mercia en 661. Cuando este regresó a Mercia, dejó en la isla al sacerdote Eoppa, pero este no pudo detener la reversión al paganismo. Wight permaneció pagana hasta que Cædwalla de Wessex invadió la isla en 686. Arwald, el rey pagano, perdió la vida en la batalla, y sus herederos fueron bautizados y ejecutados. Gran parte de la población pagana de la isla fue deliberadamente exterminada y reemplazada con sajones cristianos. Los que permanecieron en la isla fueron obligados a aceptar el bautismo y a adoptar el sajón occidental como lengua. La isla de Wight pasó a formar parte de Wessex y Arwald fue el último rey inglés que murió pagano